# Habel Satya
Habel Satya (sinh ngày 12 tháng 9 năm 1987 ở Wamena, Papua) là một Tiền vệ bóng đá người Indonesia cũng có thể chơi vị trí tiền vệ chạy cánh. Anh được biết đến với tốc độ trên sân. Hiện tại anh thi đấu cho Persiwa Wamena.

## Thống kê sự nghiệp
Tính đến 27 tháng 6 năm 2012.
| Câu lạc bộ          | Mùa giải            | Giải vô địch | Giải vô địch | Cúp     | Cúp       | Tổng    | Tổng      |
| Câu lạc bộ          | Mùa giải            | Số trận      | Bàn thắng    | Số trận | Bàn thắng | Số trận | Bàn thắng |
| ------------------- | ------------------- | ------------ | ------------ | ------- | --------- | ------- | --------- |
| Persiwa Wamena      | 2005                | 17           | 1            | 0       | 0         | 17      | 1         |
| Persiwa Wamena      | 2006                | 16           | 0            | 5       | 0         | 21      | 0         |
| Persiwa Wamena      | 2007-08             | 30           | 1            | 2       | 3         | 32      | 4         |
| Persiwa Wamena      | 2008-09             | 27           | 3            | 3       | 0         | 30      | 3         |
| Persiwa Wamena      | 2009-10             | 30           | 1            | 0       | 0         | 30      | 1         |
| Persiwa Wamena      | 2010-11             | 20           | 1            | -       | -         | 20      | 1         |
| Persiwa Wamena      | 2011-12             | 14           | 1            | -       | -         | 14      | 1         |
| Tổng cộng           | Tổng cộng           | 154          | 8            | 10      | 3         | 164     | 11        |
| Tổng cộng sự nghiệp | Tổng cộng sự nghiệp | 154          | 8            | 10      | 3         | 164     | 11        |